# Ali Aguilar
Alison Paige "Ali" Aguilar, född 28 augusti 1995 i Roseville, Kalifornien, är en amerikansk softbollspelare. 

## Klubbkarriär
Aguilar spelade mellan 2014 och 2017 collegesoftboll för Washington Huskies. I National Pro Fastpitchs draft 2017 valdes hon som totalt 13:e spelare av Scrap Yard Dawgs. Hon hjälpte Scrap Yard Dawgs att under året bli mästare i National Pro Fastpitch för första gången i klubbens historia. Aguilar spelade därefter två säsonger för Toyota Motors Red Terriers i Japan Softball League.

## Landslagskarriär
Aguilar har spelat för USA:s landslag sedan 2016. Hon har vunnit guld vid VM 2016 och 2018 samt Panamerikanska spelen 2019 i Lima.
I juli 2021 var Aguilar en del av USA:s lag som tog silver i softboll efter en finalförlust mot Japan. Hon startade samtliga matcher i turneringen som andrabasman.